# 長瀬実夕
長瀬 実夕（ながせ みゆ、1988年5月20日 - ）は、日本の元歌手。本名同じ。ZONEの元メンバー。北海道札幌市出身。かつての所属芸能事務所はランタイムミュージックエンタテインメント。かつての所属レコード会社兼レーベルはCAMエンタテインメント。血液型はB型。

## 概要
芸能養成スクールのスタジオ・ランタイムに入所し1998年に当時ダンス&ボーカルグループであったZONEにMIYU名義で加入する。
2001年にシングル「GOOD DAYS」でメジャーデビュー。当初はバンドルとしてギターは当て振りだったが、シングル「secret base〜君がくれたもの〜」以降は次第に習熟し生演奏するようになる。
2004年にはZONEの活動と並行してシングル「Just 4 your Luv」を発売しソロ活動を開始した。
2003年のTAKAYO脱退に続き、2004年にMIZUHOも脱退を表明。バンドは当初、残ったメンバーで活動を継続する予定だったが、シングル「笑顔日和」のジャケット撮影時に「MIZUHOのいない3人のZONEはZONEではない」と結論に至り、2005年4月1日の日本武道館公演を以って解散。
ZONE解散後はMiyu名義で2006年に再結成した渚のオールスターズに加入し「君はボクの青空」でボーカルを務めた。その後、2007年からはレコード会社をCAMエンタテインメントに移籍し、本名名義のシングル「Key〜夢から覚めて〜」にてソロ活動を開始した。
2011年に東日本大震災復興支援の目的で再結成したZONEに参加、赤坂BLITZで開催されたZONEの単独ライブ『「10年後の8月…」ZONE復活しまっSHOW‼︎〜同窓会だよ全員集合!〜』にてライブ会場限定販売によるシングル「Lips」を発売した。
しかし同年にTOMOKAが脱退。翌年2012年からはMAIKOとの2人体制となるも2013年に著しい不品行及び度々の業務不履行により事務所を解雇され芸能界を引退する。その後の消息は不明であり、2024年のMIZUHO芸能活動再開時のインタビューでは、メンバーの中でMIYUのみ連絡が取れないと語っている。

## ディスコグラフィ

### シングル
|     | 発売日         | タイトル        | 規格 | 規格品番  | オリコン | 初収録アルバム |
| --- | -------------- | --------------- | ---- | --------- | -------- | -------------- |
| 1st | 2004年12月1日  | Just 4 your Luv | CD   | SRCL-5855 | 16位     | 未公表         |
| 2nd | 2004年12月15日 | snowy love      | CD   | SRCL-5856 | 10位     | 未公表         |

|     | 発売日         | タイトル            | 規格   | 規格品番                           | オリコン | 初収録アルバム      |
| --- | -------------- | ------------------- | ------ | ---------------------------------- | -------- | ------------------- |
| 1st | 2007年10月10日 | Key〜夢から覚めて〜 | CD     | XNCA-30001                         | 10位     | Gateway to Tomorrow |
| 2nd | 2008年2月13日  | Rose                | CD+DVD | XNCA-30003/B（初回受注限定生産盤） | 26位     | 未公表              |
| 2nd | 2008年2月13日  | Rose                | CD     | XNCA-30004（通常盤）               | 26位     | 未公表              |
| 3rd | 2008年5月21日  | 茜                  | CD+DVD | XNCA-30008/B（初回受注限定生産盤） | 21位     | 未公表              |
| 3rd | 2008年5月21日  | 茜                  | CD     | XNCA-30009（通常盤）               | 21位     | 未公表              |

### 配信限定シングル
|     | 発売日         | タイトル         | 規格                   |
| --- | -------------- | ---------------- | ---------------------- |
| 1st | 2008年11月19日 | Miraculous Night | デジタル・ダウンロード |

### オリジナルアルバム
|     | 発売日         | タイトル            | 規格 | 規格品番   | オリコン |
| --- | -------------- | ------------------- | ---- | ---------- | -------- |
| 1st | 2007年11月21日 | Gateway to Tomorrow | CD   | XNCA-10002 | 45位     |

### 映像作品
|     | 発売日        | タイトル                      | 規格 | 規格品番  | オリコン |
| --- | ------------- | ----------------------------- | ---- | --------- | -------- |
| 1st | 2005年2月23日 | Luv & love CLIPS〜from N.Y.〜 | DVD  | SRBL-1230 | N/A      |

## タイアップ一覧
| 年     | 楽曲            | タイアップ先                                                                        |
| ------ | --------------- | ----------------------------------------------------------------------------------- |
| 2004年 | Just 4 your Luv | テレビ朝日系列バラエティ番組『内村プロデュース』2004年10月-12月度エンディングテーマ |
| 2004年 | snowy love      | ニベア花王『8×4パウダースプレー』CMソング                                           |
| 2007年 | GAME            | フジテレビ系列スポーツ中継番組『第23回東日本女子駅伝』応援ソング                    |
| 2008年 | 茜              | TBS系列ドラマ30『ママの神様』主題歌                                                 |
| 2008年 | Joy             | TBS系列スポーツ中継番組『第9回サン・クロレラクラシック』テーマソング                |

## 使用機材
- Fender Telecaster Thinline '72
- Fender Power House Stratocaster
- Fender Highway One Stratocaster
- Fender Fat Stratocaster Floyd Rose
- Fender Cyclone II Candy Apple Red